# Ivan Cavallari
Ivan Cavallari (ur. 1964 w Bolzano) – włoski tancerz baletowy. Jest dyrektorem artystycznym w zespole baletowym Les Grands Ballets Canadiens de Montréal od 2016 roku. Przed objęciem tego stanowiska, Ivan Cavallari pracował jako Dyrektor artystyczny baletu w l'Opéra du Rhin w Alzacji we Francji (2013-2016) oraz jako Dyrektor artystyczny w zespole baletowym Western Australian Ballet Company (2007-2012).

## Młodość
Cavallari urodził się w 1964 w Bolzano (Włochy). Początkowo kształcił się w Teatro alla Scala Ballet School w Mediolanie. Nauczyciele baletu szybko dostrzegli jego talent i nagrodzili go stypendium w Akademii Baletu Bolszoj w Moskwie, gdzie uczył się od 1981 do 1983. W latach 1984-85 Cavallari tańczył w zespole baletowym Teatro alla Scala. W 1986 dołączył do zespołu Stuttgart Ballet. W 1991 Ivan Cavallari został solistą, a w 1994 awansował na premier danseur pod kierownictwem kolejno Marcii Haydée i Reida Andersona. 

## Repertuar
Ivan Cavallari ma w swoim repertuarze główne partie w choreografiach G. Balanchine’a, F. Ashtona, M. Fokina, M. Béjarta, G. Tetleya, J. Kyliána, W. Forsythe’a, H. van Manena, K. MacMillana, J. Neumeiera, S. Thossa, C. Spucka i Y. Lee. Współpracował z artystami o międzynarodowej sławie jak: Massimiliano Guerra, Alessandra Ferri, Alina Cojocaru, Tamara Rojo, Johan Kobborg i Adam Cooper. Cavallari tańczył główne partie we wszystkich choreografiach Johna Cranko i wielokrotnie wystawiał jego dzieła w takich teatrach jak: Royal Ballet Covent Garden w Londynie, Teatro alla Scala, Opera di Roma oraz z następującymi zespołami baletowymi: Czeski Balet Narodowy, Węgierski Balet Narodowy, Szwedzki Balet Narodowy, Balet Narodowy Chin, Universal Ballet w Korei i West Australian Ballet.
Ivan Cavallari wystawił również wiele dzieł Uwe Scholza. Sam jest autorem choreografii dla Stuttgarter Ballett, Hannover Staatsoper, Teatru Wielkiego w Łodzi, Mannheim Ballett, Wiener Staatsoper i Staatsgalerie w Stuttgarcie, gdzie został poproszony o stworzenie choreografii na otwarcie wystawy malarstwa Franza Marca. W 2002 we współpracy z Liaoning Ballet w Szanghaju (Chiny) wykreował i zrealizował spektakl baletowy Ostatni cesarz (The Last Emperor), za który otrzymał wiele prestiżowych nagród. 

## Dyrektor artystyczny
W 2008 jego spektakl Dziadek do orzechów zrealizowany dla West Australian Ballet został entuzjastycznie przyjęty przez krytyków. Cavallari sprawował urząd Dyrektora artystycznego West Australian Ballet – najdłużej działającego zespołu baletowego w Australii (założonego przez Kirę Abrissokową w 1952) – od 2007 do 2012. W 2013 opuścił Perth z prywatnych przyczyn i objął stanowisko Dyrektora artystycznego w zespole baletowym l'Opéra du Rhin w Alzacji. 

## Cavallari i Western Australian Ballet
Karen van Ultzen w swoim artykule Ivan Wspaniały (Ivan the Wonderful) na portalu Danceaustralia.com omawia osiągnięcia Cavallariego jako Dyrektora artystycznego w Western Australia Ballet:

Choć Ivan urodził się we Włoszech, swoją karierę zaczął budować w zespole Stuttgart Ballet, skąd przeniósł się bezpośrednio do Australii, by dołączyć do Western Australian Ballet w 2007. To jego pierwsza praca w charakterze Dyrektora artystycznego, a jego osiągnięcia już są znaczące.
Widać to przede wszystkim w niesztampowym, ambitnym programie. Cavallari wdrożył ekscytujący i bogaty repertuar, który sprawił, że zespół WAB zaczął wyrastać na narodową potęgę i tym samym stał się wyjątkowo atrakcyjnym miejscem pracy dla wielu tancerzy.  
Cavallari wprowadził do repertuaru dzieła wziętych europejskich choreografów, w tym Paula Lightfoota, Petra Zuski, Youriego Vamosa i Uwe Scholza. Zadecydował także o wystawieniu spektaklu Taming of the Shrew Johna Cranko (do którego wielokrotnie powracano na życzenie publiczności). Cavallari zaangażował wybitną primabalerinę z zespołu Cranko, Marcię Haydee, by pod jej nadzorem zrealizować pełnowymiarową choreografię Marcii, Śpiąca królewna.
Choć Cavallari posiłkował się swoimi europejskimi kontaktami na dużą skalę, nie zapominał o lokalnych artystach. Większość z nich miała powiązania z Europą: Margaret Illman (była tancerka Stuttgart Ballett), Kim McCarthy (wychowanek zespołu Hamburg Ballett i Compania de Danza Nacho Duato) czy Terence Kohler (choreograf-rezydent w Staatsballett Bayerische Staatsoper). Cavallari zadbał o „świeżą krew” w zespole. 
Ivan Cavallari dbał o rozwój początkujących choreografów, takich jak Tim O’Donnell, Cass Mortimer, Reed Luplau i tancerz, Jayne Smeulders, dając im możliwość tworzenia na dużej scenie. Przypomniał także o zasługach lokalnych tancerzy i oddał im należytą cześć. Byli wśród nich między innymi: była primabalerina Lucette Aldous (której zlecił wystawienie nowego Don Kichota) i Barry Moreland (były Dyrektor artystyczny zespołu), którego Popołudnie Fauna będzie włączone w nadchodzący sezon.
Podsumowując, działalność Cavallariego to zrównoważony mix tradycji i nowoczesności, elementów międzynarodowych i lokalnych, bezpieczeństwa i ryzyka, co jest szczególnie imponujące, biorąc pod uwagę liczebność zespołu i lokalizację. 
Rozmiary zespołu WAB to tak naprawdę kolejne osiągnięcie dyrektora artystycznego. Cavallari z pewnością nie był pierwszym dyrektorem, który wnioskował o większą ilość tancerzy w zespole, jednak był na tyle wytrwały i sprzyjał mu los, że ostatecznie dostał to, o co prosił. Kiedy rozpoczynał swoją kadencję, zespół liczył 19 tancerzy. Teraz liczba ta urosła do 36 (w tym 32 profesjonalnych tancerzy). Celem Cavallariego jest 40 członków zespołu. Choreograf twierdzi, że to absolutne minimum, by wystawić klasyczny balet na wysokim poziomie. Cavallari zwiększył również liczbę produkcji na scenie głównej w roku od 3 do 4.